# Praia João Fernandes
Vista da Praia João Fernandes
João Fernandes é um bairro e praia do município brasileiro de Armação dos Búzios, no litoral do estado do Rio de Janeiro.